# Ронделли, Паоло
Пао́ло Ронде́лли (итал. Paolo Rondelli; род. 17 июня 1963, Сан-Марино) — санмаринский политический и государственный деятель; капитан-регент Сан-Марино совместно с Оскаром Мина с 1 апреля по 1 октября 2022 года.

## Биография
Паоло Ронделли родился в 1963 году в столице страны. По окончании школы изучал в Болонском университете химическую инженерию, окончил курс в 1990 году, защитив дипломную работу о рисках при транспортировке токсичных веществ. Затем в 2010 году также получил степень магистра в журналистике и защитил диссертацию о демократиях в переходные периоды. До 1993 года он работал в итальянских компаниях и организациях. В конце 1993 года он перешёл в административные органы Сан-Марино, начиная с Института социальной защиты и здравоохранения.
В середине 1990-х годов он начал работать в департаменте здравоохранения страны, далее он переместился в другие отделы, включая руководящие посты в агентстве общественных работ, департаменте планирования, охраны окружающей среды и сельского хозяйства и министерства труда. Став главой департамента иностранных и политических дел, экономического планирования и юстиции республики, представлял её на Генеральной ассамблее ООН и в ЮНЕСКО в 2005 году. Входил в миссии международных наблюдателей на выборах в Азербайджане, Молдове, Албании, Косово, Сербии, Армении, Израиле и Македонии.

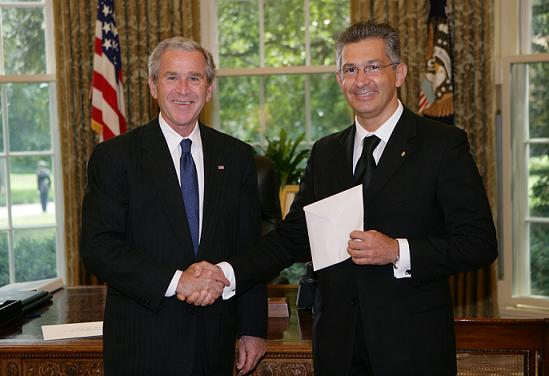
С президентом США Джорджем Бушем-младшим

С 2007 года по 2016 год он был послом в США. До этого работал специальным представителем председателя Комитета министров Сербии и Черногории в Совете Европы (с 2006 года).
С 2019 года он является членом парламента Сан-Марино от левого Движения RETE. В марте 2022 года Ронделли был избран одним из двух новых капитанов-регентов Сан-Марино на период с 1 апреля 2022 по 1 октября 2022 года, став первым в мире главой государства, открыто относящимся к ЛГБТ.

## Публикации
- Mettimi come sigillo sul tuo cuore: Il *convento di san Francesco a San Marino: un modello di valorizzazione, San Marino, Quaderni SUMS — Società Unione Mutuo Soccorso, 2021
- L’Unione Donne Sammarinesi e la conquista della cittadinanza, volume edito da Fondazione XXV Marzo — San Marino — Marzo 2013.
- Antonio Orafo da Sammarino: artista del Rinascimento, con Fiorelli A., Progetto scientifico Istituti Culturali della Repubblica di San Marino curato da Anna Fiorelli e Paolo Rondelli, San Marino, 2016.